# Сповідь (Августин)
Сповідь (лат. Confessiones) — це назва автобіографічної праці Блаженного Августина, що складається з XIII книг, написаних латиною у проміжку між 397 та 400 роками н.е.

## Стислий зміст
Книга змальовує грішну молодість Августина і його навернення в християнство. Вона часто вважається найпершою автобіографією коли-небудь написаною на Заході. Книга слугувала зразком для християнських письменників протягом наступного тисячоліття, зокрема у добу середньовіччя. Це неповна автобіографія, адже вона була написана Августином на початку 40-х років його життя. Він після цього ще довго прожив і написав ще одну фундаментальну працю («Про Град Божий»). Книга, проте, дає цілісні свідчення про розвиток його мислення і є найповнішою письмовою згадкою про окрему людину з IV і V століть. Це важливий богословський твір, що вирізняється духовними роздумами та усвідомленнями.
У своїй праці св. Августин пише про те, наскільки він шкодує, що вів грішне та аморальне життя. Він кається у своєму послідовництву маніхейства та вірі в астрологію. Він пише про роль, яку відіграв Небрідій у допомозі переконати його в тому, що астрологія не тільки невірна, але й зла, та роль Св. Авмросія у його наверненні у християнство. Перші дев'ять книг є автобіографічними, а останні чотири несуть коментарний характер. Він сильно шкодує за свої плотські гріхи та пише про важливість сексуальної етики. Книга написана у формі молитов до Бога (звідки й назва) на основі Книги псалмів; з самого початку читаємо: «Ти створив нас для Себе, і не знає спокою серце наше, допоки не заспокоїться в тобі». Вважається, що праця поділена на книги, які символізують різні аспекти Трійці та триіпостасні вірування.

## Схема (за книгою)

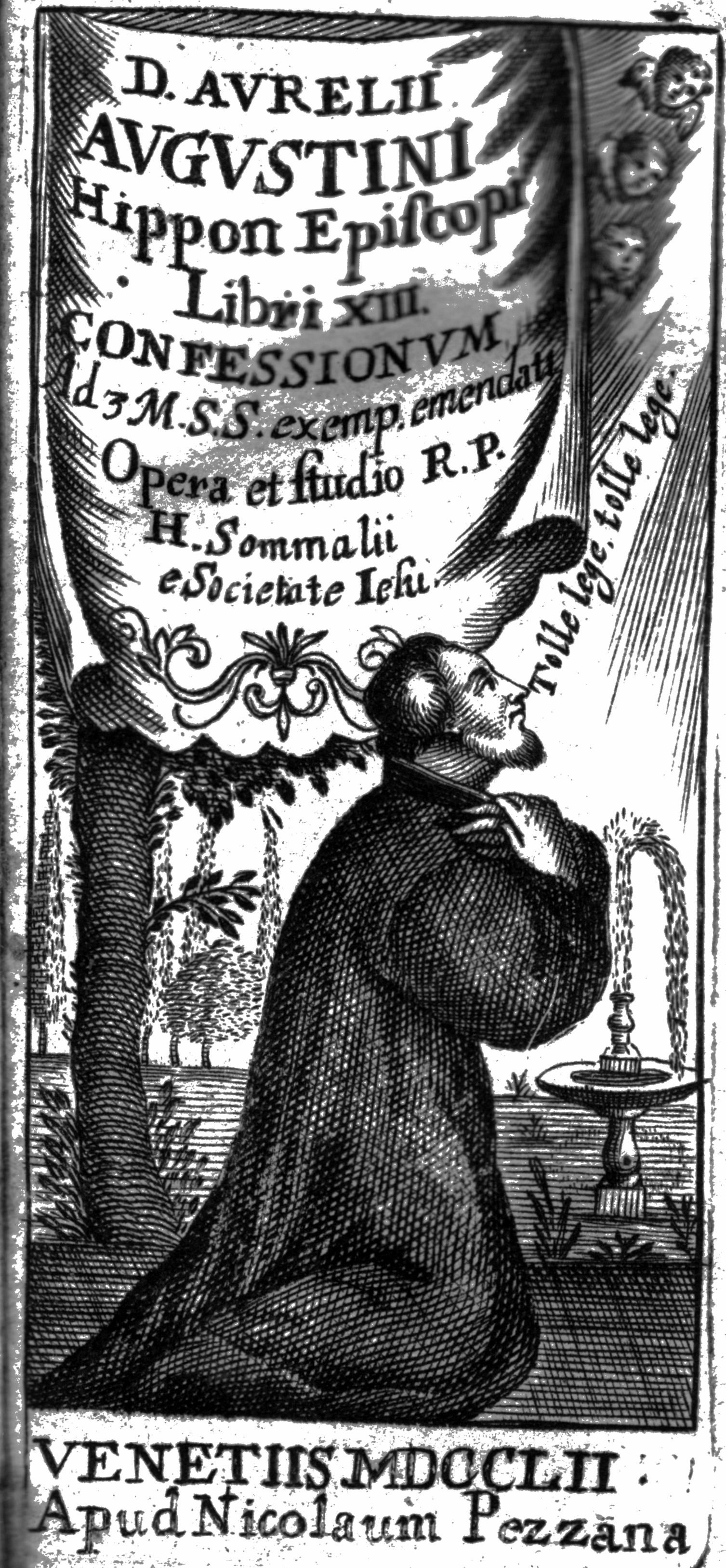
Видання «Сповіді» латинською мовою, Венеція 1654

I. Його раннє дитинство та юність аж до 14 років. Августин говорить про те, що він не має ніяких спогадів про гріхи, що він безумовно здійснив у цю пору. Діти допомагають нам зрозуміти, які були б люди
, якщо б нас не пристосовували до потреби суспільства,  не вчили чекати своєї черги. Бог вчить нас думати про інших перед тим, як думати про себе, але це не властиво дітям, які плачуть допоки їх не нагодують.
II. Августин опиняється у поганій компанії, що призводить до того, що він не може встояти перед жадобою і здійснює крадіжку. Августин живе  у добрій сім'ї та їжі в нього завжди вдосталь. У цьому розділі, він досліджує питання того, чому він та його друзі крали груші, у той час коли в них вдома були на багато кращі власні груші. Августин описує те, що він відчував, коли він їв ці груші і коли викидав свиням те, що він вже не міг з'їсти. Він переконує, що він ніколи не пішов би на крадіжку, якби не мав компанії, з якою можна було б розділити цей гріх. Подається деяке розуміння психології натовпу.
III. Його навчання у Карфагені,  навернення у маніхейство та продовження потурання жадобі у віці 16-19 років.
IV. Втрата друга та вивчення Арістотеля у період між 20-29 роком його життя. Августина охоплює горе, адже його друг помер, коли його не було поруч. Речі, які він колись любив, стають йому ненависними, адже все нагадує йому про те, що втрачено.
V. Він відмовляється від маніхейства під впливом Св. Амвросія в Мілані у віці 29 років. Августин починає розуміти, що просто сказані речі можуть виявитися правдою, в той час як красномовними речам може бракувати суті. Він вже не знаходиться під враженням  маніхейства, але все ще не знаходить чим його можна було б замінити.
VI. Його рух у сторону християнства під впливом Св. Амвросія у віці 30 років. Він вражений сердечністю Амвросія, але все ще не може зрозуміти усієї суті його вчення.
VII. Його заперечення маніхейського дуалізму  та неоплатоністичного погляду на Бога у 31 віці. Він щосили намагається зрозуміти християнського Бога.
VIII. Його безперервне внутрішнє сум'яття щодо того чи навертатися у християнство у 32 віці. Двоє його друзів,  Сімплиціан та Понтиціан, розповідають Августину історії про навернення інших. Прогулюючись у саду, він чує дитячий голос, що повторює співуче: «Візьми, читай». Августин бере Біблію, розгортає її і читає: «Не в гульні та п'янстві, не в перелюбі та розпусті, не в сварні та заздробах, але зодягніться Господом Ісусом Христом, а догодження тілу не обертайте на пожадливість». Його друг Аліпій слідує його прикладу. Августин остаточно вирішує навернутися у християнство.
IX. Амвросій охрещує Августина, якому на той момент виповнилося 33 роки. Смерть його матері Св. Моніки, смерть його друзів Небридія та Векундія. Августин залишає вивчення риторики.
X. Постійні роздуми на тему важливості сповіді та функціонування пам'яті.
XI. Роздуми над Книгою Буття та пошуки над значенням часу.
XII. Неперервні роздуми над однією з частин Книги Буття. Августин особливо зосереджується на мові, що використовувалася для розповіді про створення світу.
XIII. Дослідження значення Книги Буття та Трійці.

## Мета

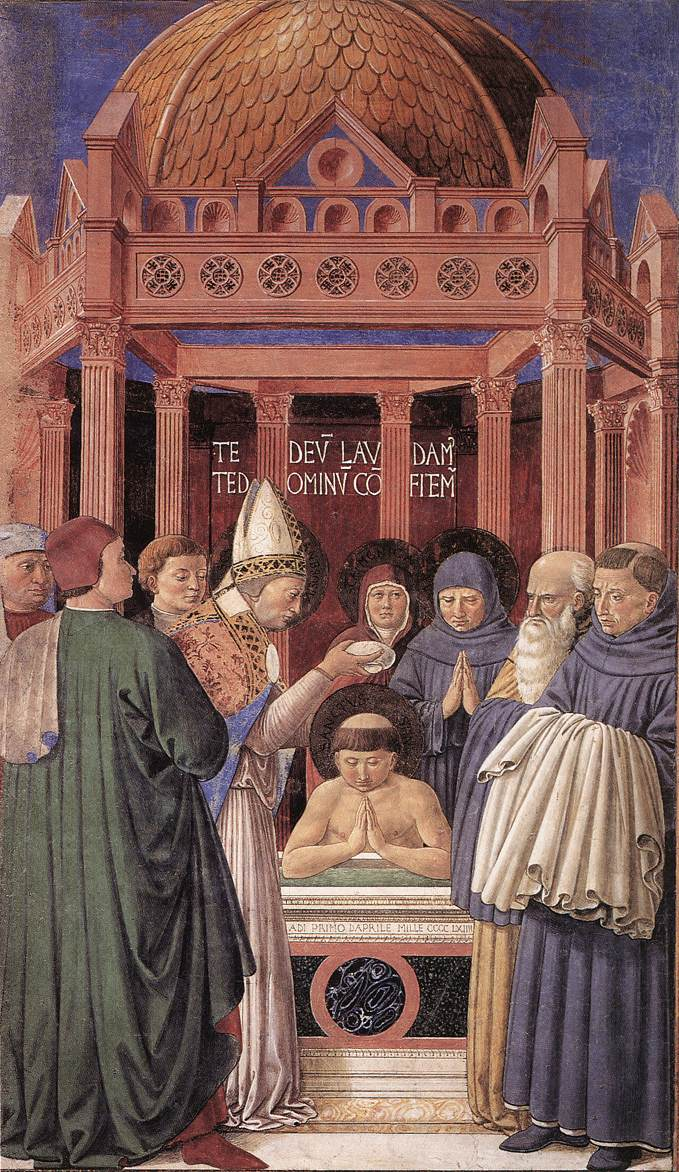
Св. Амвросій хрестить Августина

«Сповідь» призначалась не тільки для заохочування навертання, вона також пропонувала настанови щодо того як навертати. Св. Августин екстраполює свій досвід так, щоб він відповідав подорожам інших. Він усвідомлює те, що Бог завжди захищав та направляв його на істинний шлях. Саме це й відображається у структурі твору. Августин починає кожну нову книгу своєї «Сповіді» молитвою до Бога. Наприклад, VIII і IX книги починаються такими словами: «Ти кайдани мої розірвав! Я жертву подяки Тобі принесу». Він не тільки прославляє Бога, але й наводить на думку, що Бог допоміг йому на шляху до спокути.
Написана після легалізації християнства, «Сповідь» датується епохою, коли мучеництво вже не загрожувало більшості християн, як це було раніше. Боротьба християн здебільшого несла внутрішній характер. Св. Августин чітко зображує свою боротьбу  з життєвими пристрастями, наприклад хтивістю. Після Августинового навернення слідовало його висвячення у  священики (391 р. н.е) та призначення на пост єпископа (395 р. н.е). Таке швидке сходження звісно визвала критикування Августина. «Сповідь» була написана між 397-400 рр. н.е., натякаючи на самовиправдання як можливої мотивації до праці. Словами «Я хочу творити правду в серці моїм перед обличчям Твоїм у сповіді і в писанні моїм перед обличчям багатьох свідків» у 1 розділі X книги, Августин захищає себе не тільки перед критиками, але й перед Богом, у формі примирення.

## Аудиторія
Більшість відомостей про Августина ми дізнаємося безпосередньо з його ж творів. «Сповідь» Августина надає важливі відомості про перші 33 роки його життя. Августин  зображує себе не як святого, а як грішника. Гріхи, що в них зізнається Августин, відносно мізерні та охоплюють його боротьбу з хтивістю, крадіжку груш у молодому віці, незначну брехню. Наприклад, у другому розділі IX книги Августин згадує як він вирішив почекати три тижні до осінніх канікул для того, щоб залишити посаду вчителя, не спричиняючи незручностей навчальному процесу. Він писав, що дехто «скаже, що він согрішив, дозволивши собі хоч одну годину залишитися на кафедрі неправди». Р. С. Пайн-Коффін говорить, що Августин навмисно суворо інтерпритує своє минуле для того, щоб його аудиторія сприймала його як грішника, що був освячений Божим милосердям, а не як святу особу.
Сама назва «Сповіді» вказує на те, що Августин писав не тільки для себе, але й для публіки. До потенційної аудиторії Августина належали християни, катехумени та представники інших вір. «Сповідь» була призначена для того, щоб заохочувати навернення у християнство.

## Українські переклади
- Сповідь/ Святий Авґустин; переклад В.С. Бойка; передмова і примітки П.О. Ніколова; худож.-ілюстратор І.І. Ячін; худож.-оформлювач Б. П. Бублик. — Харків: Фоліо, 2012. — 346 с. — (Б-ка світ. літ-ри).
- Святий Августин. Сповідь/ Пер. з латини Ю. Мушака. - Львів: Свічадо. - 2008
- Августин Св. Сповідь / Пер. з латини.– К.: Основи, 1996. – 319 с.